# Era Hònt de Vilamòs
Eth Lauadèr de Vilamòs o Era Hònt de Vilamòs (en aranès, el safareig o la font de Vilamòs) és una obra popular del municipi de Vilamòs (Vall d'Aran) inclosa en l'Inventari del Patrimoni Arquitectònic de Catalunya.

## Descripció
La font de Vilamòs es disposa arrecerada al terraplè, en sentit longitudinal i orientada al migdia com és habitual. Es tracta d'una de les fonts més importants de la Val, amb uns 20 metres de llarg. El conjunt està format pels tres elements clàssics, d'esquerra a dreta: font (hònt), abeurador (beurader) i safareig (lauader); aixoplugat per una coberta que suporten pilastres en els extrems i cinc pilars, quatre de fusta i un de marbre en el centre que duu gravada en el front de la data 1773 i un motiu molt erosionat (creu llatina?) destaca el vermell.
Els pilars són ornats amb elements clàssics, base, fust, bisellats en els quatre angles i capitells llisos. La font presenta dos brolladors frontals i dos de laterals, respectivament, sota un cos àtic i la inscripció: AÑO 1832//JAUME RELLA//REGIDOR. S'hi conserva una de les aixetes de bronze amb motius ornamentals, mentre que les dues que hi ha al costat foren resoltes amb daus de pedra treballats amb escòcies, les quals nodreixen els altres dos elements esmentats, comunicats entre si per un sobreeixidor.

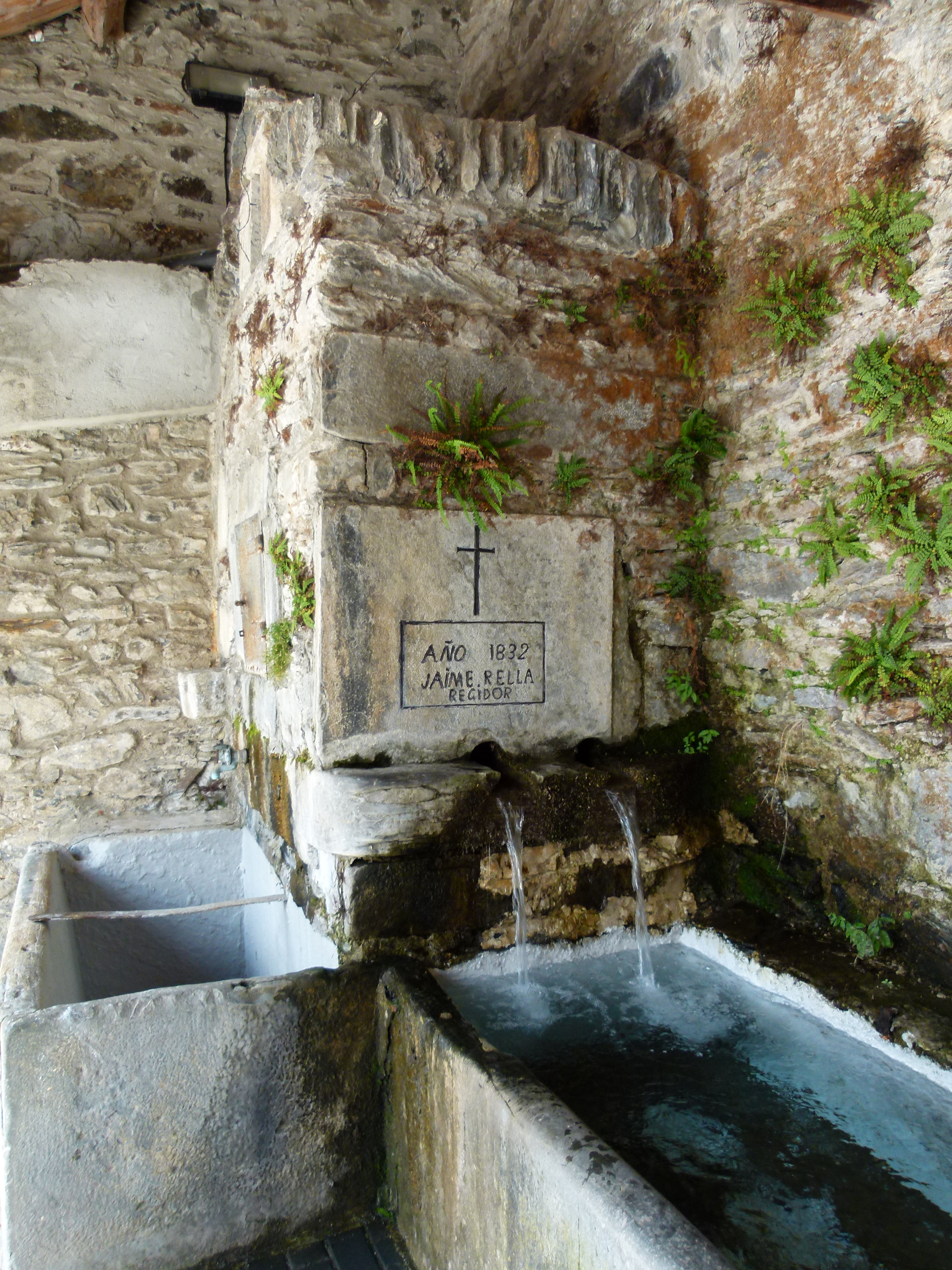
Inscripció
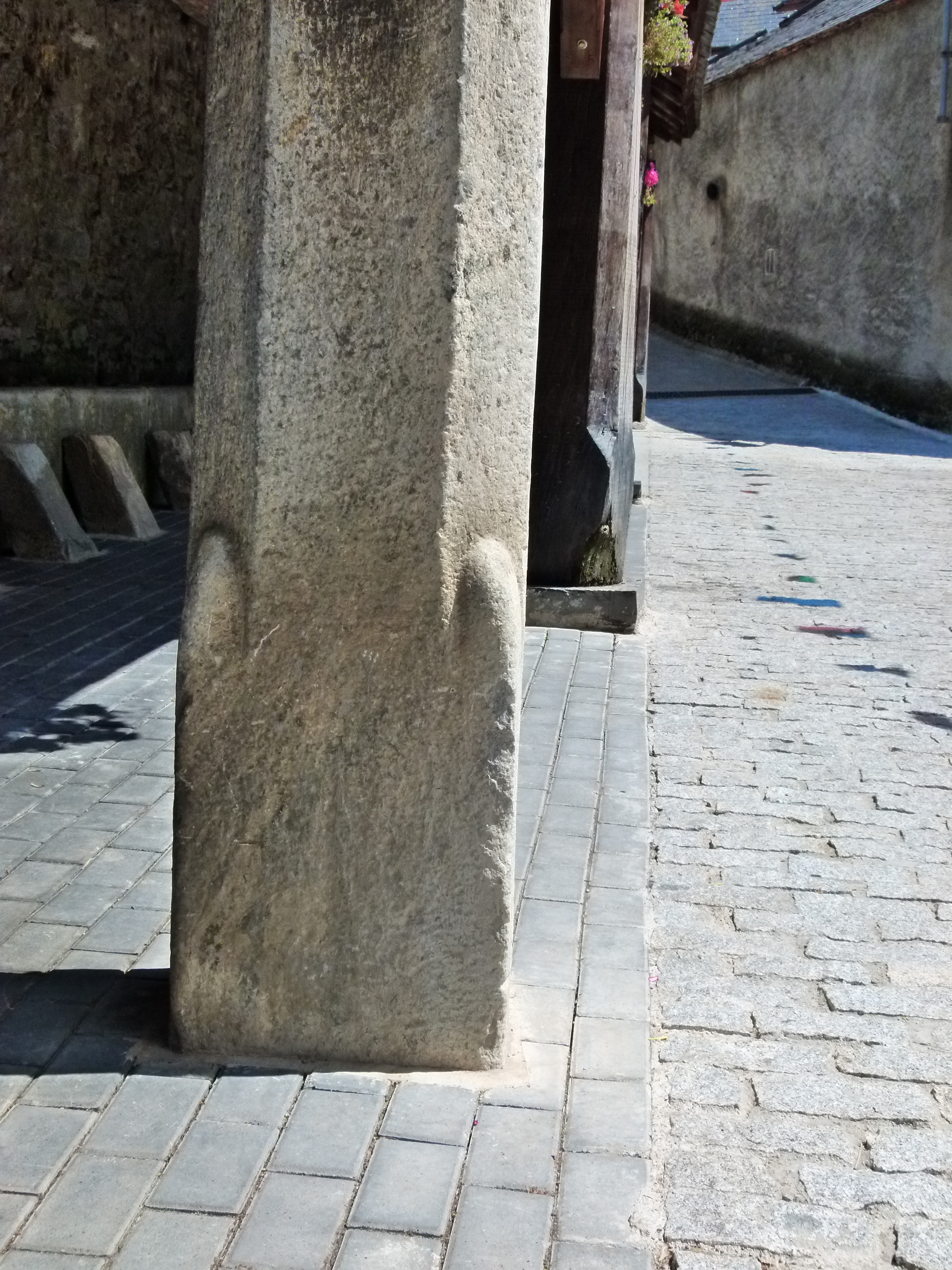
Pilars de pedra i de fusta, bisellats.

## Història
Jaume Rella conegut com a regidor de Vilamòs (Çò des de Guilhem)